# Thomas Welles
Pour les articles homonymes, voir Welles.
Thomas Welles (1590 - 14 janvier 1659, Boston), est un gouverneur colonial.

## Biographie
Il a été sous gouverneur de la colonie du Connecticut en 1654 puis en 1656–1657.
Il est gouverneur de la Colonie du Connecticut de 1655 à 1656, puis de 1658 à 1659.

## Sources
- (en) Cet article est partiellement ou en totalité issu de l’article de Wikipédia en anglais intitulé « Thomas Welles » (voir la liste des auteurs).